# اللغة المقدونية القديمة
اللغة المقدونية القديمة، لغة المقدونيين القدماء (Ancient Macedonians)، وهي قد تكون إما لهجة من لهجات اللغة اليونانية القديمة أو لغة منفصلة ترتبط ارتباطا وثيقا باليونانية، وكان يتحدث في مملكة مقدونيا خلال الألفية الأولى قبل الميلاد وتنتمي إلى عائلة اللغات الهندو أوروبية. وقد قل إستخدامها بشكل تدريجي خلال القرن الرابع قبل الميلاد، وتم تهميشها على حساب الأتيكية اليونانية من قبل الطبقة الأرستقراطية المقدونية، وهي اللهجة اليونانية القديمة التي أصبحت أساسًا لـ الكونية اليونانية، وهي لغة التواصل المشتركة في الفترة الهلنستية.
تُشير النقوش العامة والخاصة التي تم العثور عليها في مقدونيا إلى أنه لا توجد لغة أخرى مكتوبة في مقدونيا القديمة غير اليونانية القديمة،  والاكتشافات الكتابية الأخيرة في منطقة مقدونيا اليونانية، مثل قرص لعنة بيلا (Pella curse tablet)، تشير إلى أن المقدونية القديمة ربما كانت مجموعة متنوعة من اللهجات اليونانية الشمالية الغربية القديمة. تشير الأدلة اللغوية الأخرى إلى أنه على الرغم من أن اليونانية القديمة كانت لغة القراءة والكتابة، إلا أن اللغة الدارجة كانت لغة منفصلة، على الرغم من ارتباطها الوثيق.

## معرض صور

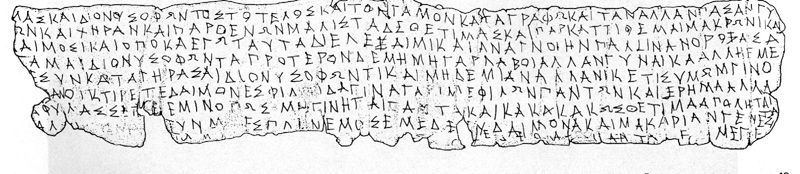
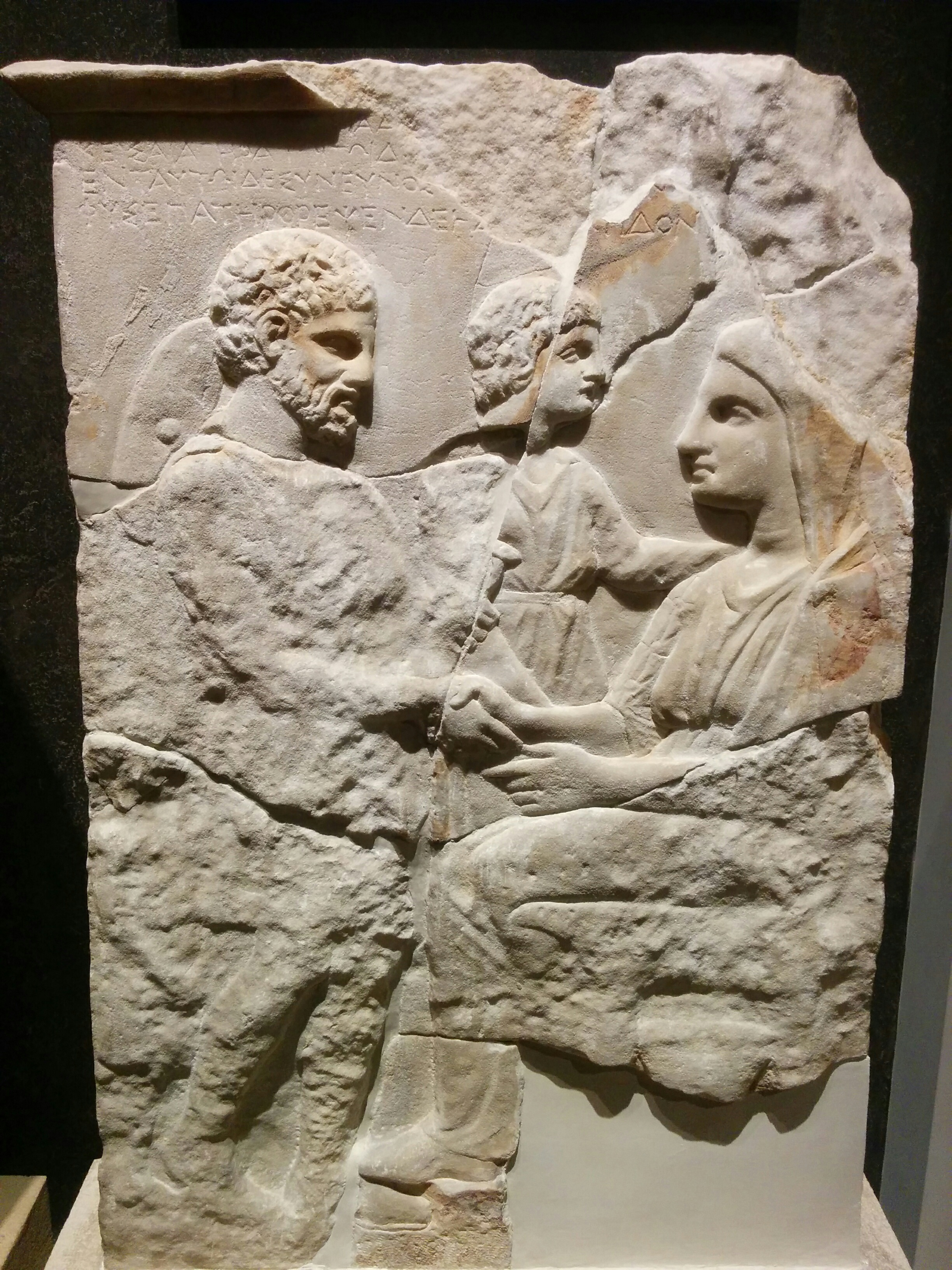
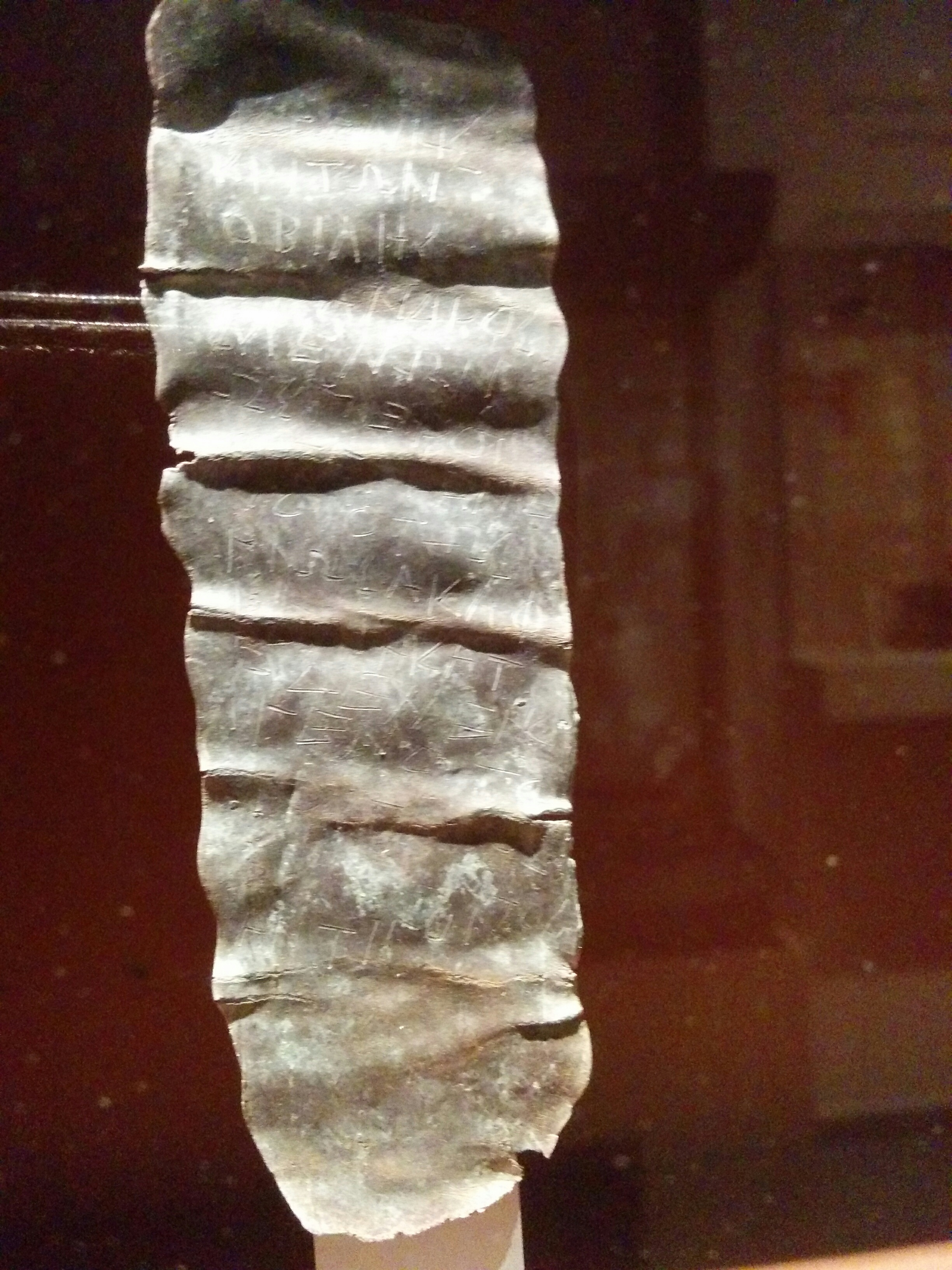
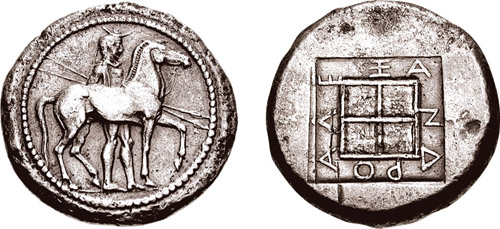
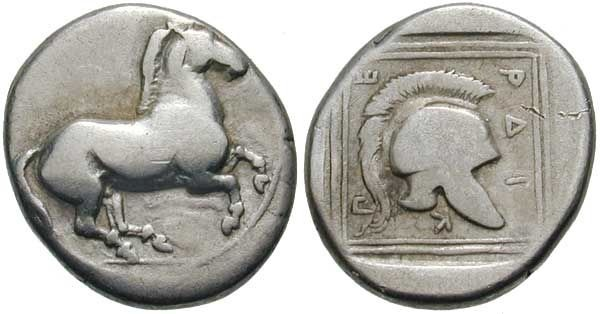

## مزيد من الإطلاع
- Brixhe, Claude & Anna Panayotou, “Le Macédonien”, Langues indo-européennes, ed. Françoise Bader. Paris: CNRS, 1994, pp 205–220. (ردمك 2-271-05043-X)
- Chadwick, John, The Prehistory of the Greek Language. Cambridge, 1963.
- Crossland, R. A., “The Language of the Macedonians”, Cambridge Ancient History, vol. 3, part 1, Cambridge 1982.
- Hammond, Nicholas G.L., “Literary Evidence for Macedonian Speech”, Historia: Zeitschrift für Alte Geschichte, Vol. 43, No. 2. (1994), pp. 131–142.
- Hatzopoulos, M. B. “Le Macédonien: Nouvelles données et théories nouvelles”, Ancient Macedonia, Sixth International Symposium, vol. 1. Institute for Balkan Studies, 1999.
- Kalléris, Jean. Les Anciens Macédoniens, étude linguistique et historique. Athens: Institut français d'Athènes, 1988.
- Katičić, Radoslav. Ancient Languages of the Balkans. The Hague—Paris: Mouton, 1976.
- Neroznak, V. Paleo-Balkan languages. Moscow, 1978.
- Rhomiopoulou, Katerina. An Outline of Macedonian History and Art. Greek Ministry of Culture and Science, 1980.
- Die Makedonen: Ihre Sprache und ihr Volkstum by Otto Hoffmann

## روابط خارجية
- The speech of the ancient Macedonians, in the light of recent epigraphic discoveries
- Jona Lendering, Ancient Macedonia web page on livius.org
- Greek Inscriptions from ancient Macedonia (Epigraphical Database)[وصلة مكسورة]
- Heinrich Tischner on Hesychius' words
- www.sil.org: ISO639-3, entry for Ancient Macedonian (XMK)